# Unconditional Love
"Unconditional Love" is een single van de Amerikaanse punkband Against Me! Het is op 26 mei 2014 uitgegeven als een 7" picturedisc door het label van de band zelf, Total Treble Music. Een muziekdownload kwam uit op 9 juni 2014. Hoewel de titeltrack ook te horen is op het studioalbum Transgender Dysphoria Blues, is het nummer "500 Years" niet eerder uitgegeven.

## Nummers
Kant A
1. "Unconditional Love" - 2:52

Kant B
1. "500 Years" - 3:35

## Band
- Laura Jane Grace - zang, gitaar, basgitaar (voor het nummer "Unconditional Love")
- James Bowman - gitaar, achtergrondzang
- Atom Willard - drums, slagwerk

### Aanvullende muzikanten
- Fat Mike - basgitaar (voor het nummer "500 Years")